# Теорема Вілсона
В теорії чисел теорема Вілсона стверджує, що натуральне число {\displaystyle n>1} є простим в тому і тільки тому випадку коли справджується рівність:
{\displaystyle (n-1)!\ \equiv \ -1\ \mod n}.
Або ж, в словесному формулюванні:
| Якщо {\displaystyle p} — просте число, тоді число {\displaystyle (p-1)!+1} ділиться на {\displaystyle p}. Зворотньо: якщо {\displaystyle (p-1)!+1} ділиться на {\displaystyle p}, тоді {\displaystyle p} — просте число. |

## Історія
Теорема вперше була сформульована індійським математиком Бхаскарою, а згодом арабським вченим Ібн аль Хайтамом. В Європі її сформулював без доведення англійський математик Джон Вілсон, на честь якого вона названа. Перше відоме доведення дав Лагранж у 1773 році.

## Доведення
Нехай {\displaystyle p} деяке просте число. Елементарними обчисленнями можна переконатися, що теорема справджується для {\displaystyle p=2} і {\displaystyle p=3}.
Тож вважатимемо, що {\displaystyle p>3}. Якщо для деякого цілого справджується рівність:
{\displaystyle x^{2}\equiv 1\mod p},
то справджується також {\displaystyle x^{2}-1\equiv 0\mod p}, або
{\displaystyle (x-1)\cdot (x+1)\equiv 0\mod p},
Тож у випадку, якщо {\displaystyle 1<x<p-1}, маємо {\displaystyle x=1} або {\displaystyle x=p-1}.
Якщо ж 
{\displaystyle 2<x<p-2}, тоді існує деяке 
{\displaystyle 2<y<p-2}, відмінне від 
{\displaystyle x}, таке, що {\displaystyle xy\equiv 1\mod p}.
Таким чином справджується:
{\displaystyle 2\cdot ...\cdot (p-2)\equiv 1\mod p}.
Дана рівність еквівалентна наступній:
{\displaystyle 1\cdot ...\cdot (p-1)\equiv p-1\mod p},
звідки випливає, що {\displaystyle (p-1)!+1} ділиться на {\displaystyle p}.
Тоді {\displaystyle a\ |\ (p-1)!} і як наслідок
{\displaystyle a\cdot b\ |\ (p-1)!\cdot b}
зважаючи, що {\displaystyle p=a\cdot b} маємо
{\displaystyle (p-1)!\cdot b\equiv 0\mod p},
звідки
{\displaystyle (p-1)!\cdot b\not \equiv (-1)\cdot b\mod p}.
Тому маємо
{\displaystyle (p-1)!\ \not \equiv \ -1\mod p}
і число {\displaystyle (p-1)!+1\;} не ділиться на {\displaystyle p}.

## Застосування теореми
Теорема Вілсона може бути використана для перевірки чисел на простоту. Наприклад відповідний алгоритм на мові С++:
```
int
 
factorial
(
int
 
x
)
 
{

    
if
(
 
x
 
==
 
0
 
)
 
return
 
1
;

    
return
 
x
 
*
 
factorial
 
(
x
 
-
 
1
)
 
%
 
p
;

}

bool
 
simpleInt
 
(
int
 
p
)

{

  
return
 
(
factorial
 
(
p
-1
)
+
1
)
%
p
==
0
;

}

```

Проте через складність обчислення факторіалу даний метод є дуже неефективним.

## Дивись також
- Мала теорема Ферма
- Китайська теорема про залишки
- Модульна арифметика
- Факторіал
- Теорема Волстенголма

### Українською
- (укр.) Гаврилків В. М. Елементи теорії груп та теорії кілець. — І.-Ф.  : Голіней, 2023. — 153 с.

### Іншими мовами
- Бухштаб А. А. Теория чисел, 2-е издание, М., 1966
- Трост Э. Простые числа, пер. с нем., М., 1959